# Glaucodon ballaratensis
Glaucodon — викопний рід сумчастих, що жив в Австралії в пізньому Пліоцені. Був хижаком, описаний лише по знайденій нижній щелепі. За формою щелеп і зубів, ця тварина вважається спільним предком для тасманійського диявола і сумчастих кішок роду Dasyurus.